# As if I am not there
As if I am not there (Serbiska: Као да ме нема, Kao da me nema) är en dramafilm från 2010, regisserad av Juanita Wilson. Filmen är baserad på boken med samma titel skriven av Slavenka Drakulić, och utspelar sig i Bosnien under Jugoslaviska krigen och en del i Sverige.
Filmen handlar om våldtäkter under krigen i forna Jugoslavien, och om kvinnliga fångars öden. En del av filmen är inspelad i, och utspelar sig i Sverige.
Filmen tävlade som Irlands val till bästa utländska film i Oscarsgalan 2012 men hamnade inte i finallistan.